# لورا ليبيسته
لورا أنيلي ليبيسته (من مواليد 25 أبريل 1988) لاعبة تزلج فنلندية سابقة حصلت على الميدالية البرونزية العالمية لعام 2010 ، وبطلة أوروبا لعام 2009 ، وبطولة فنلندا الوطنية مرتين (2008 و 2010)، بعد فقدان موسمين مع إصابات مختلفة ، أعلنت ليبيستو في 25 مارس 2012 أنها لن تعود إلى التزلج التنافسي.